# Depot von Carsdorf
Das Depot von Carsdorf (auch Hortfund von Carsdorf) ist ein Depotfund der frühbronzezeitlichen Aunjetitzer Kultur (2300–1550 v. Chr.) aus Carsdorf, einem Ortsteil von Pegau im Landkreis Leipzig (Sachsen). Das Depot wurde nach seiner Auffindung zwischen dem Landesmuseum für Vorgeschichte Dresden (jetzt Staatliches Museum für Archäologie Chemnitz), dem Museum für Völkerkunde zu Leipzig und dem Museum Pegau aufgeteilt.

## Fundgeschichte
Das Depot wurde 1901 beim Lehmstechen gefunden. Die Fundstelle befand sich in der Nordwand der Lehmgrube der Ziegelei Kabitzsch, etwa 120 m von der nach Osten führenden Straße entfernt.

## Zusammensetzung
Das Depot war in einem Keramikgefäß mit einer aufgerauten Oberfläche niedergelegt worden, das nicht aufgehoben wurde. Das Gefäß enthielt etwa 46 Bronzegegenstände: einen Rohgusshalsringbarren, sechs rundstabige Ösenhalsringe (teilweise zerbrochen), einen Thüringer Ring, wohl drei schwere ovale offene Ringe sowie 35 Randleistenbeile.